# 卵形大咽非鯽
卵形大咽非鯽（学名：Otopharynx ovatus）為輻鰭魚綱鱸形目隆頭魚亞目慈鯛科的其中一種，分布於非洲馬拉威湖南部流域，為特有種，體長可達20公分，棲息在沙石底質水域，以其他魚類的卵為食，生活習性不明，可作為觀賞魚。
其种加词“ovatus”意为“卵形的”。